# Flerfläckig darrocka
Flerfläckig darrocka (Torpedo torpedo) är en rockeart som först beskrevs av Carl von Linné 1758.  Flerfläckig darrocka ingår i släktet Torpedo och familjen darrockor. Inga underarter finns listade i Catalogue of Life.
Arten förekommer i östra Atlanten och i Medelhavet nära kusten. I Atlanten sträcker sig utbredningsområdet från södra Frankrike till Angola. Flerfläckig darrocka dyker till ett djup av 320 meter. De största exemplaren är 60 cm långa. Könsmognaden infaller för honor vid en längd av 22 cm och för hannar vid 18 cm. Honor lägger inga ägg utan föder 3 till 21 levande ungar. De är vid födelsen 8 till 11 cm långa. Arten har antagligen en lite kortare livslängd än marmorerad darrocka. Denna rocka kan leva 12 år.
Flera exemplar hamnar som bifångst i fiskenät. Populationen minskar. IUCN kategoriserar arten globalt som sårbar.